# Мафре Стедіум
«Мафре Стедіум» (англ. Mapfre Stadium) — футбольний стадіон у місті Колумбус, Огайо, США, домашня арена футбольного клубу «Коламбус Крю».
Стадіон побудований протягом 1998–1999 років та відкритий 15 травня 1999 року. Є першою в історії МЛС суто футбольною ареною. Окрім футбольних матчів на стадіоні проводяться інші спортивні та культурні заходи.
У 1999–2015 роках арена носила назву «Коламбус Крю Стедіум». У 2015 році перейменована за іменем титульного спонсора на «Мафре Стедіум».